# Scala dei pKR+
La scala dei pKR+ è un metodo per prevedere la stabilità dei carbocationi senza tener conto delle energie di legame, ma delle concentrazioni all'equilibrio di una mera reazione di idrolisi acida dell'alcole relativo al carbocatione interessato.

## Formule
Possiamo scrivere quindi:
Maggiore è la concentrazione di R+ all'equilibrio, maggiore sarà la stabilità del carbocatione. Possiamo riscrivere l'equazione in maniera più conveniente in modo da trarre altre importanti considerazioni. Quindi riscriviamo l'equilibrio da destra a sinistra;
A questo punto possiamo calcolare la costante di equilibrio, che chiameremo Keq1.
Dal momento che [H_2O] è costante, possiamo inglobarla in Keq1, ottenendo così la Keq2.
Calcoliamo quindi la funzione p (ovvero il logaritmo decimale negativo) di ogni termine.
Ponendo;
e considerando;
otteniamo;
Osserviamo quindi che meno negativo è il valore di pKR+, più stabile sarà il carbocatione. Inoltre quando pH = pKR+, avremo che all'equilibrio [R+] = [ROH] e maggiore è il pH al quale si verifica tale situazione, tanto più stabile sarà il carbocatione.